# 羅其貞
羅其貞，字復仙，號裕庵，贵州遵義人，清朝政治人物，同進士出身。

## 生平
康熙四十五年（1706年）丙戌科進士，三甲一百九十三名，歷監察御史、光祿寺卿、甲辰河南鄉試正考官、順天府丞。著有《北游咄咄草》、《冀北小草》等書。